# Лиманное (Тамбовский район)
В Амурской области в Серышевском районе тоже есть село Лиманное.
Лима́нное — село в Тамбовском районе Амурской области России. Входит в состав Новоалександровского сельсовета.

## География
Дорога к селу Лиманное идёт на север от административного центра Новоалександровского сельсовета села Новоалександровка, расстояние — 7 км.
Расстояние до районного центра Тамбовского района села Тамбовка (через Придорожное) — 27 км.

## Население
| 2002 | 2010 | 2012 | 2013 | 2014 | 2015 | 2016 |
| ---- | ---- | ---- | ---- | ---- | ---- | ---- |
| 216  | ↘163 | ↗166 | ↗168 | →168 | ↘163 | ↘153 |
| 2017 | 2018 |      |      |      |      |      |
| →153 | →153 |      |      |      |      |      |

## Улицы
| - ул. Кольцевая, - ул. Набережная, | - ул. Советская, - ул. Шоссейная. |

## Экономика
- Сельскохозяйственные предприятия Тамбовского района.